# Johann Muskata

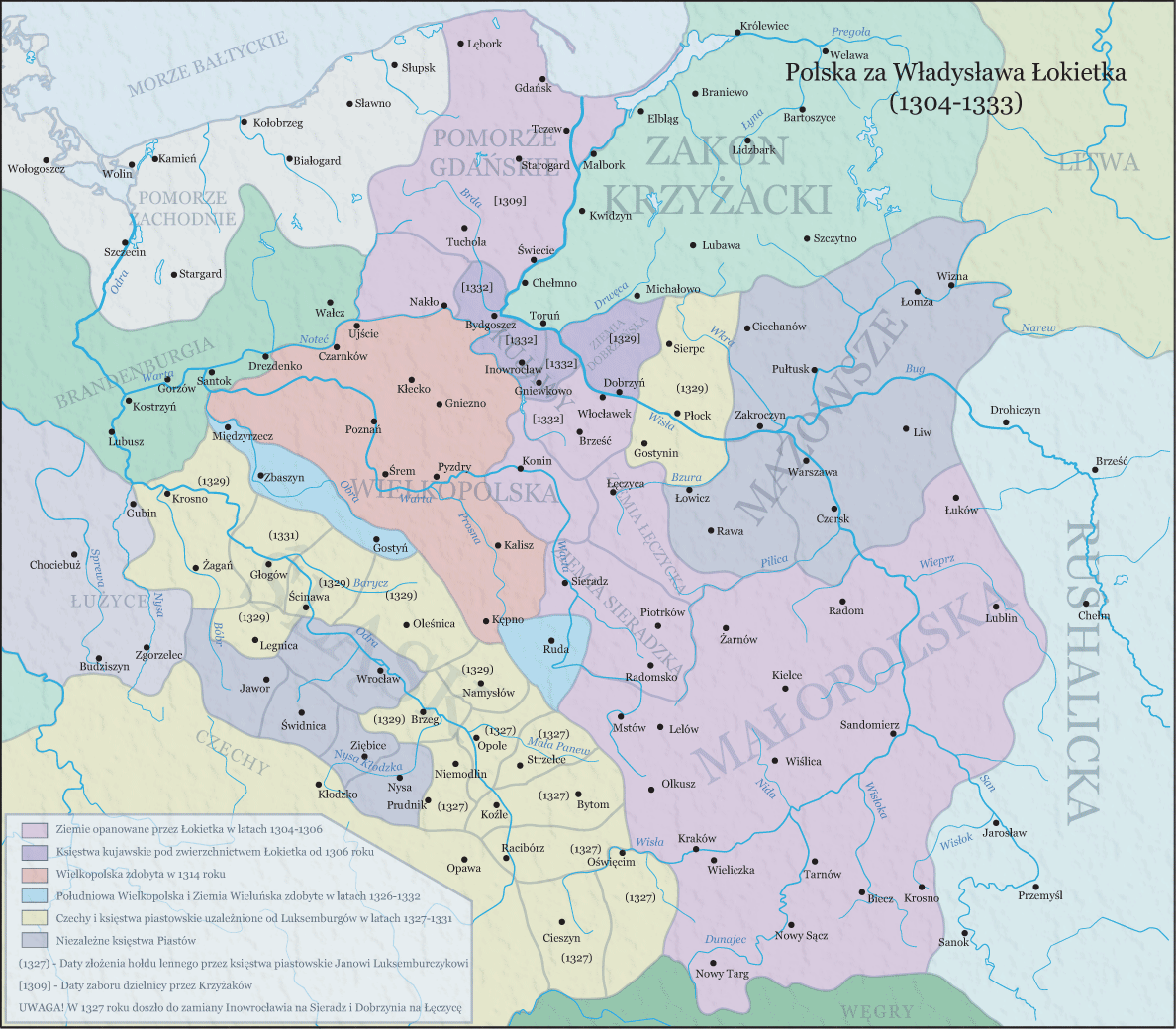
Polen in der Zeit von Johann Muskata

Johann Muskata (auch Jan Muskata) (* um 1250 in Breslau, Herzogtum Breslau; † 7. Februar 1320 in Krakau, Königreich Polen) war ab 1294 Bischof von Krakau.

## Leben
Johann war Sohn eines Breslauer Kaufmanns, der mit exotischen Gewürzen handelte, woraus sich der Beinamen Muskat ableitete. Obwohl er wahrscheinlich deutscher Herkunft war, wurde über seine Nationalität zwischen Historikern umfassend diskutiert.
Als Bischof unterstützte Johann Muskata die Ansprüche des böhmischen Königs Ottokar II. Přemysl und von dessen Nachfolger Wenzel II., dem er 1301 als Vizekanzler diente. Gegen den polnischen Seniorherzog Władysław I. Ellenlang, der 1306 die Kontrolle über die Stadt Krakau errungen hatte, opponierte Bischof Muskata, auch bewaffnet. Deshalb wurde er 1308 eingekerkert und nach einem Appell des Papstes Clemens V. 1309 wieder freigelassen. Nach der Niederschlagung des Krakauer Aufstand des Vogtes Albert von 1311 blieb er weitgehend wirkungslos. Sein innerkirchlicher Gegenspieler war der Gnesener Erzbischof Jakub Świnka, der Muskata vor einem Kirchengericht als „Feind des polnischen Volkes“ anklagte. Kurz vor seinem Tode wohnte er der Krönung seines einstigen Gegners Władysław I. Ellenlang zum König von Polen bei. Sein Nachfolger auf dem Krakauer Bischofsstuhl wurde Nanker.